# A-346
La A-346 es una carretera autonómica dependiente de la Junta de Andalucía que discurre íntegramente por la provincia de Granada. Conecta las poblaciones de Vélez de Benaudalla y Órgiva, constituyendo una de las conexiones de la comarca alpujarreña con la autovía A-44. Popularmente se la conoce con el nombre de Carretera de la Umbría.

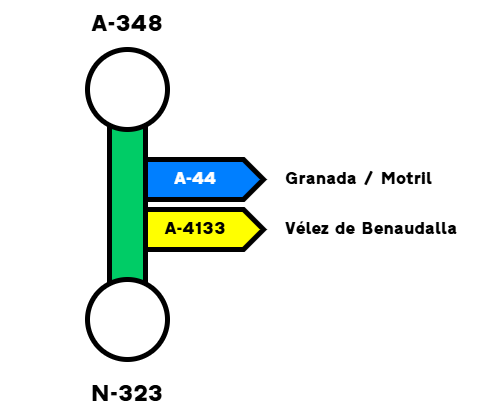
Itinerario de la A-346.

- Datos: Q5653276
- Multimedia: A-346 / Q5653276